# Saint-André-de-Messei
Saint-André-de-Messei är en kommun i departementet Orne i regionen Normandie i nordvästra Frankrike. Kommunen ligger i kantonen Messei som tillhör arrondissementet Argentan. År 2022 hade Saint-André-de-Messei 522 invånare.

## Befolkningsutveckling
Antalet invånare i kommunen Saint-André-de-Messei
| Referens: INSEE |